# Chaparral (Nuovo Messico)
Chaparral è un census-designated place (CDP) degli Stati Uniti d'America, situato nello stato del Nuovo Messico, diviso tra la contea di Doña Ana e la contea di Otero.